# Georges Clemenceau-merénylet
A Georges Clemenceau elleni merényletet egy fiatal francia anarchista, Émile Cottin követte el 1919. február 19-én Párizsban. A francia miniszterelnök könnyebben megsebesült.

## A támadás
1919. február 19-én reggel Georges Clemenceau, aki Woodrow Wilson és Lloyd George távollétében a párizsi békekonferencia vezetője volt, találkozóra indult otthonról Arthur Balfourral és Edward Mandell House-zal. Kihajtó gépkocsijára egy fiatal anarchista, Émile Cottin, akit a sztrájkok leverése háborított fel, többször rálőtt egy Browning revolverrel. A lövedékek egyike vállon találta a miniszterelnököt, majd a tüdeje közelében állt meg. A lövedék nem ért életfontosságú szervet. Az orvosok később túl veszélyesnek minősítették eltávolítását, így Clemenceau testében maradt a politikus hátralévő tíz évében. A merénylőt a tömeg csaknem meglincselte a helyszínen.
Georges Clemenceau már délután azon viccelődött orvosaival, hogy mennyire rosszul lőtt a merénylő: “Épp csak megnyertük a történelem legszörnyűbb háborúját, és itt egy francia aki hatszor-hétszer közvetlen közelről elvéti a célpontját. Ezt az embert természetesen meg kell büntetni a veszélyes fegyver gondatlan használatáért és a rossz céllövésért. Javaslom, zárják be nyolc évre és közben kapjon intenzív céllövő kiképzést.” A miniszterelnök egy hét múlva már ismét dolgozott.

## Ítélet
A bíróság nem volt ennyire nagylelkű, és március 14-én halálra ítélte Émile Cottint. Clemenceau azt kérte, hogy a büntetést csökkentsék tíz évre. Mornet ügyész kijelentette: „Nemcsak Clemenceau úr volt a merénylő célpontja, hanem Franciaország”. Miután a baloldali Le Libertaire újság felkapta az ügyet, Cottin büntetését tíz évre mérsékelték, de ennél is kevesebbet kellett börtönben töltenie, mert 1924-ben szabadult. A szocialisták arra hivatkoztak, hogy Jean Jaurès gyilkosát felmentette a bíróság.